# Anton Dreher senior
Anton Dreher senior (eigentlich Anton Eugen Georg Dreher; * 7. Juni 1810 in Schwechat bei Wien; † 27. Dezember 1863 ebenda) war ein österreichischer Brauherr aus der Familie Dreher. Bei seinem Tod galt er als der größte Bierbrauer des europäischen Kontinents.

## Leben

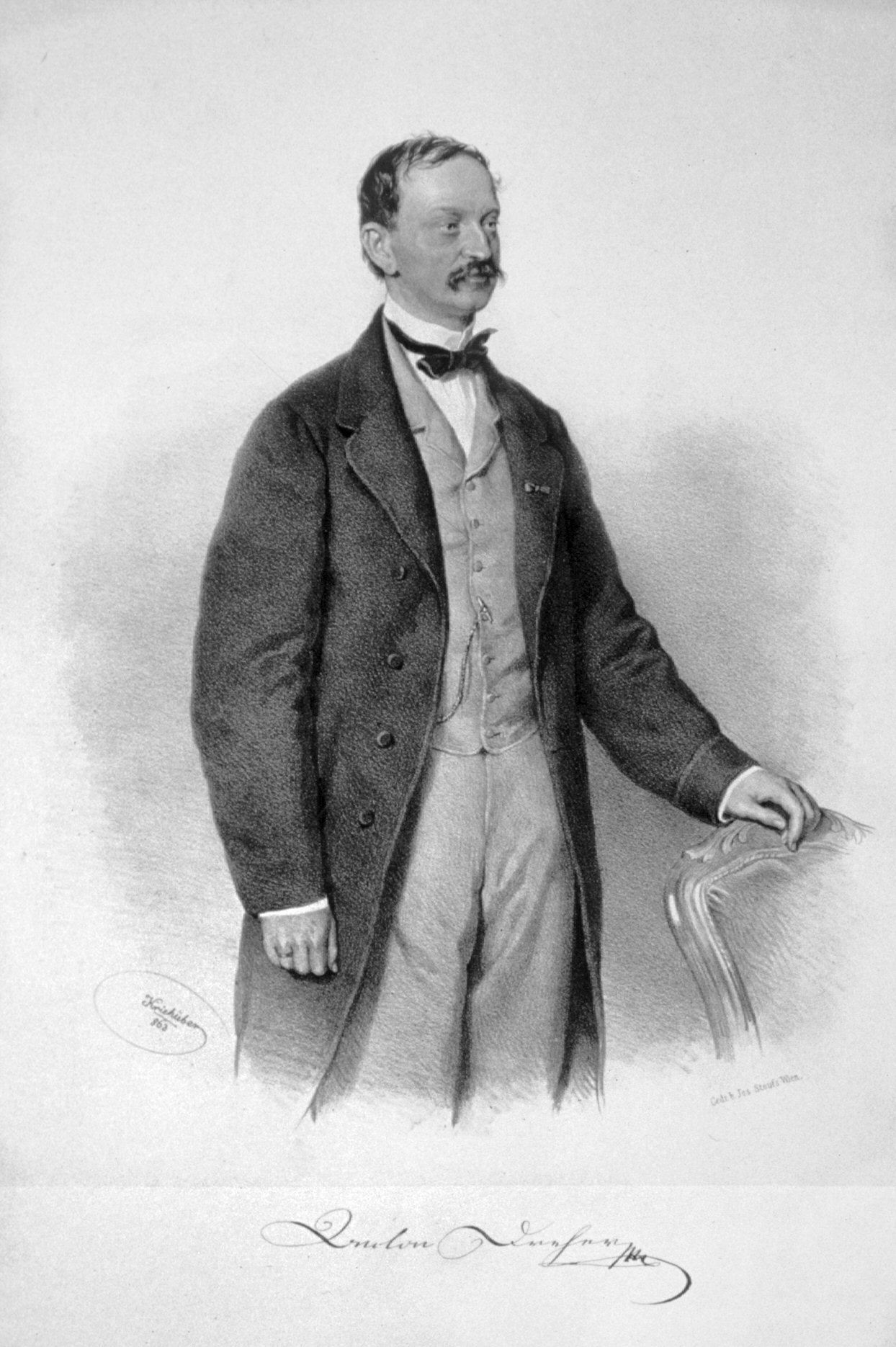
Anton Dreher sen., Lithographie von Josef Kriehuber, 1863

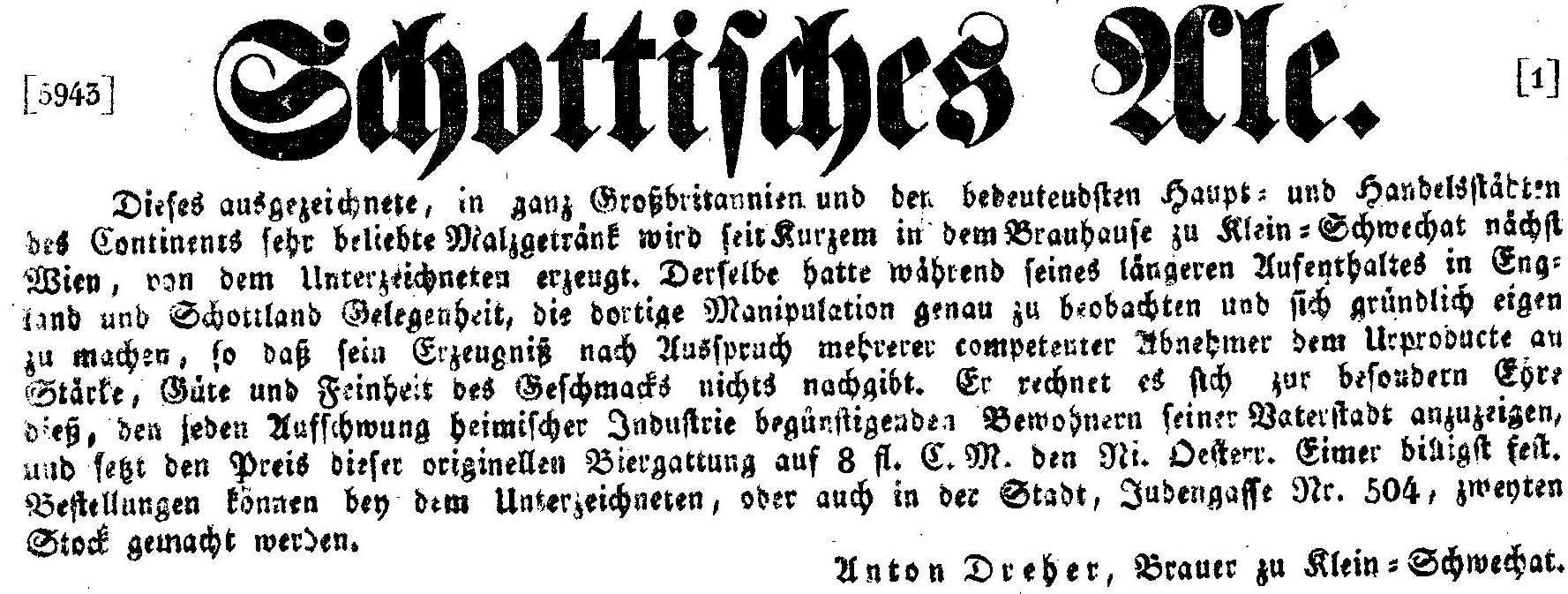
Anzeige für „Schottisches Ale“ in der Wiener Zeitung vom 14. Dezember 1836

Anton Dreher senior wurde als Sohn des Brauers Franz Anton Dreher und dessen zweiter Ehefrau Katharina Widter geboren. Zunächst besuchte er ein Piaristenkonvikt und ging danach in der Simmeringer Brauerei Meichl in die Lehre. 1836 pachtete er von seiner Mutter, die seit 1820 verwitwet war, das Klein-Schwechater Brauhaus (heutige Brauerei Schwechat), das er 1839 mit dem Geld seiner ersten Gattin Anna Wißgrill kaufen konnte.
Bei seiner Lehre in der Brauerei Simmering lernte er 1832 Gabriel Sedlmayr, den Sohn des Spatenbräubesitzers kennen, mit dem er dann 1833 nach England und Schottland reiste, um die dortigen Mälz- und Brautechniken kennenzulernen:8–9. Dreher und Sedlmayr lernten einerseits die Verwendung des Saccharometers als Instrument zur Messung von Stammwürze und Restextrakt eines vergorenen Bieres kennen, andererseits auch das langsame und schonende Keimen und Abdarren des Malzes, die die Herstellung von hellen Malzen erlaubte, so wie es in Großbritannien praktiziert wurde:13–14. In München experimentierten beide Anfang 1834 mit den neu erlernten Mälzungstechniken und dem Brauen von englischem Pale Ale.
Zurück in Klein-Schwechat gelang es Anton Dreher schließlich erst 1836, sich genügend Geld zu leihen, um die Kleinschwechater Brauerei zu pachten. Nach der Übernahme der Brauerei 1836 setzte er die in Großbritannien gesammelten Kenntnisse praktisch um und braute ein obergäriges Kaiserbier. Ende 1836 oder Anfang 1837 erhielt Dreher schließlich eine Probe von Sedlmayrs untergäriger Hefe aus der Spatenbrauerei, mit der er in der Brausaison 1836–1837 untergäriges Winterbier zu brauen begann:17–18. Schon im März 1837 berichtete er in einem Brief an Sedlmayr:

„Den raschen Aufschwung meines Geschäftes in letzterer Zeit habe ich meinen untergährigen Bieren zu verdanken.“

1838 erhielt Anton Dreher ein Patent „auf die Erfindung einer Maschine und Vorrichtung zur Abkühlung der Bierwürze, welche auf eine nur durch die kostspieligen englischen Refrigeratoren erreichbare Art, ohne die durch die Letzteren herbeygeführten Nachtheile bewerkstelliget werde“.
Da Dreher keine kühlen Gärkeller und keine Lagerkeller zur Verfügung hatte, musste er in der Sommersaison weiterhin obergäriges Bier brauen. Um endlich Lagerbier herstellen zu können, begann er 1841, untergäriges Lagerbier, das stärker eingebraut war als sein Winterbier, im Lokal „zur Kohlkreunze“ in Fünfhaus sowie in seinem eigenen Wohnhaus einzulagern:18,20. Schließlich eröffnete sich die Möglichkeit, einen Weinkeller mit einem Fassungsvermögen von 300 Eimern (etwa 169 hl) direkt neben der Brauerei zu mieten. Dreher nutzte diese Gelegenheit und erweiterte seine Lagermöglichkeiten schließlich mit mehreren Kellern, die er 1842–1843 anlegen ließ. Mit den gesteigerten Lagerkapazitäten konnte er sein Lagerbier, das er zunächst auch als Märzenbier verkaufte, die notwendige Zeit lang einlagern:21.
In seiner Brautätigkeit hielt sich Anton Dreher dabei strikt an die bayerische Brautradition: nicht nur verwendete er das bayerische Dickmaischeverfahren und die kühle Gärung mit untergäriger Hefe, er beschränkte die Brausaison auf die Zeit zwischen Michaeli (29. September) und Georgi (23. April):27. Durch die hohe Qualität erfreuten sich seine neuen untergärigen Biersorten bald größter Beliebtheit in Wien und Österreich und später auch in ganz Europa und weltweit.
1841 verstarb seine erste Gattin Anna Wißgrill kinderlos. Anton Dreher lernte 1842 während eines Kuraufenthalts in Bad Kissingen Anna Herrfeldt kennen, die er schließlich 1848 in Regensburg heiratete.
Am 31. August 1846 eröffnete Anton Dreher ein „neu erbaute[s] Restaurations-Gebäude an der Eisenbahn zu Kledering“, um „sein Bier selbst an einem Orte auszuschenken, der seiner Lage nach für die Bewohner der Residenz zugänglich ist“. Dorthin fuhr von Wien aus „ein Separat-Train um ½4 Uhr Nachmittags“ der Wien-Brucker Eisenbahn. Die Rückfahrt war um ¼8 Uhr.

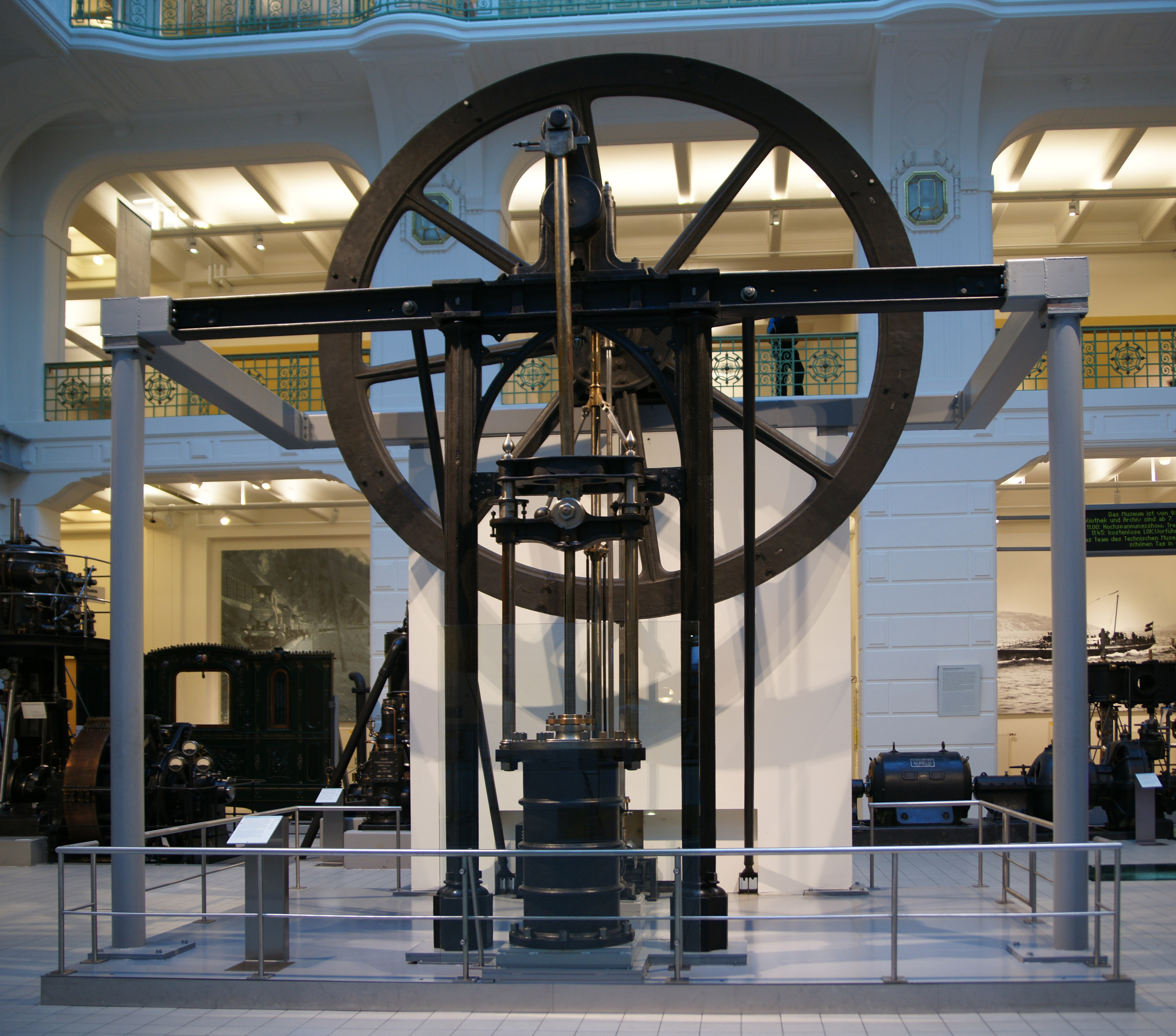
Die Dampfmaschine von Vinzenz Prick im Technischen Museum Wien

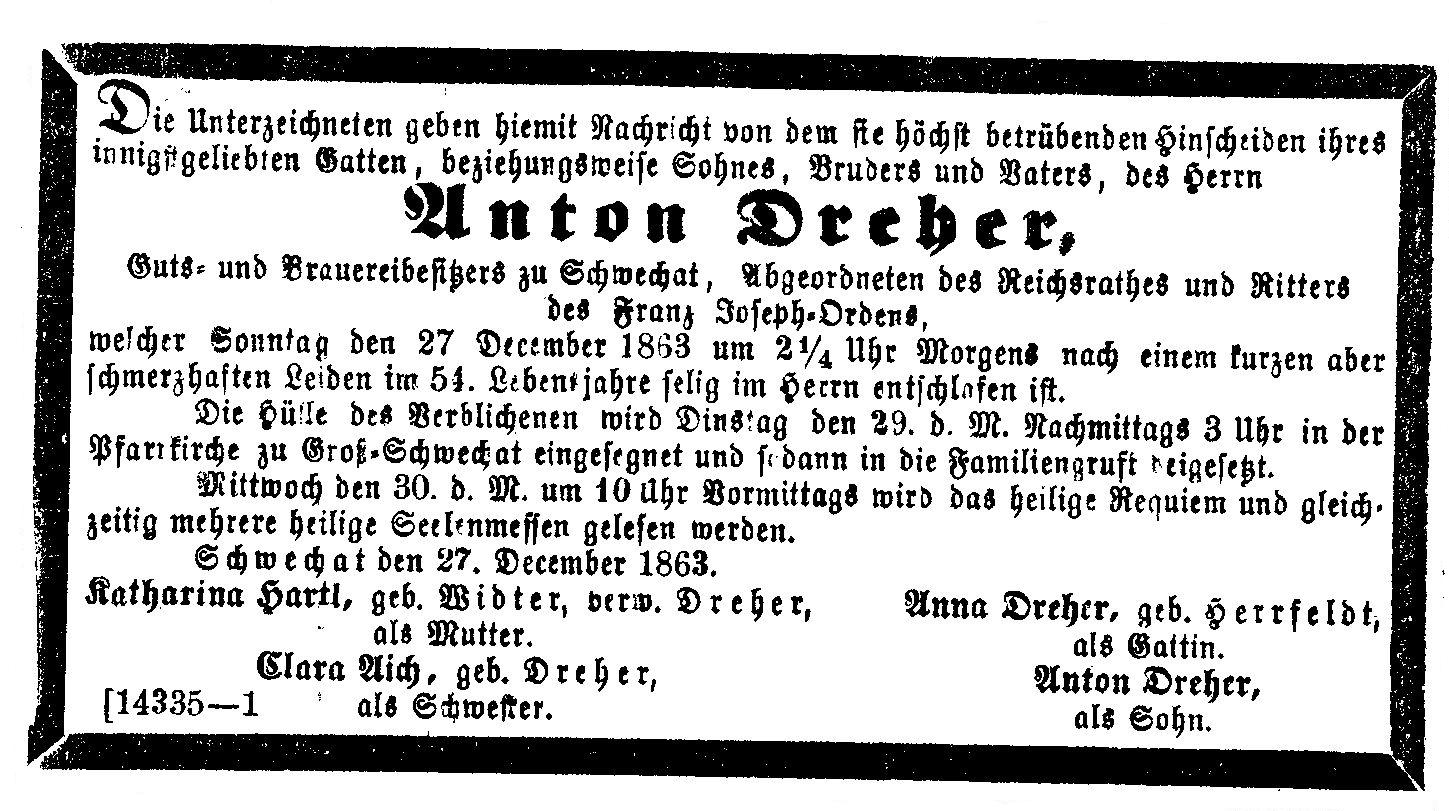
Todesanzeige in der Wiener Zeitung vom 29. Dezember 1863

Karikatur zur Vormundschaft Cajetan Felders über Anton Dreher junior (vor 1870)

Die starke Nachfrage nach Lagerbier führte dazu, dass Anton Dreher 1850 als zweiter Bierbrauer der Monarchie nach Mautner Markhof eine Dampfmaschine zum Bierbrauen einsetzte. Diese von der k.k. landesbefugten Metall-Maschinen-Fabrik des Vinzenz Prick errichtete Dampfmaschine kann heute im Technischen Museum in Wien besichtigt werden.
Im Laufe der 1850er Jahre wurde die Brauerei Schwechat zur größten des europäischen Festlandes, und die Sendungen Klein Schwechater Lager gingen weit über die Grenzen des Kaisertums Österreich hinaus.
Anton Dreher kaufte kleinere Brauereien auf:
- 1859 die Brauerei Michelob bei Saaz in Böhmen,
- 1862 die Brauerei Steinbruch in Budapest;
- Die Brauereidirektoren erwarben 1869 die Brauerei Triest.

Das ungarische Dreher-Bier und das italienische Birra Dreher gibt es heute noch.
Für die Qualität seiner Biere und die erreichten Fortschritte im Bereich der Brautechnologie gewann Anton Dreher schon zu Lebzeiten mehrere Preise. Im Mai 1857 wurde ihm die Goldmedaille der Österreichischen Landwirtschaftsgesellschaft verliehen. Auf der Londoner Weltausstellung 1862 konnte er vier Biertypen präsentieren, wofür er eine Bronzemedaille erhielt. Für diese Leistung wurde ihm das Ritterkreuz des Franz-Joseph-Orden verliehen.:29
Anton Dreher war von 1861 bis 1863 auch Landtags- und Reichsratsabgeordneter und einer der größten Steuerzahler der Monarchie.
1863, kurz vor seinem Tode, vertraute er dem Wiener Rechtsanwalt und Bürgermeister-Stellvertreter Cajetan Felder die Vormundschaft über seinen 14-jährigen Sohn Anton Dreher jun. (1849–1921) und die Leitung der Brauereibetriebe an. Am 27. Dezember 1863 starb Anton Dreher unerwartet:

„Gestern Nachts um 12 Uhr ist der Reichsraths-Abgeordnete Anton Dreher im 54. Lebensjahre gestorben. Der Verblichene war gestern Abends noch im Hofoperntheater und wohnte der Vorstellung des ‚Don Juan‘ bei. In Folge des nach dem ersten Acte entstandenen Brandgeruches entfernte sich Herr Dreher mit vielen anderen Personen aus dem Theater und fuhr nach Schwechat zurück. Als er in seinem Brauhause angelangt war, traf er Frau und Sohn nicht in der Wohnung. Er las angekommene Briefe und scheint dabei in eine solche Aufregung gekommen zu sein, daß ihm eine Ader sprang. Das geschah um 10 Uhr; zwei Stunden darauf, um 12 Uhr Nachts, war der kräftige Mann eine Leiche. Herr Anton Dreher war wol der größte Bierbrauer des Continents. In seinem Brauhause zu Klein-Schwechat wurden im vorigen Jahre fast ½ Million Eimer Bier erzeugt. Dreher hinterläßt eine Witwe und einen einzigen Sohn im Alter von 14 Jahren. Sein Vermögen wird auf sechs Millionen Gulden geschätzt.“

Sein Sohn Anton Dreher Jr. war Haupterbe, konnte aber erst 1870 zu seinem 21. Geburtstag das Erbe an väterlichem Vermögen und Brauereibetrieb antreten. Anton Drehers Schwager Franz Aich, übernahm nach seinem Tod das Direktorium und führte den Betrieb gemäß Anton Drehers Testament weiter, bis Anton Dreher Jr. die Volljährigkeit erreicht hatte. Ab 1870 übernahm Anton Dreher Jr. schließlich die Führung der Brauerei und vergrößerte das Brauereiimperium weiter und begann den Export des Lagerbiers in alle Welt:31–32.
Im Jahr 1894 wurde in Wien-Simmering (11. Bezirk) die Dreherstraße, Verbindung nach Schwechat, nach Anton Dreher senior benannt.

## Trivia
Im Jahre 1844 fand Dreher beim Ausschachten eines Kellers mehrere Römische Meilensteine.
1851 war er Geschworner im Gerichtsbezirk Schwechat.
Dreher war unterstützendes Mitglied des Wiener Männergesang-Vereins.